# سامتردیا
سامتْرِدیا (به گرجی: სამტრედია) یکی از شهرهای گرجستان است که در استان ایمرتی قرار دارد که زادگاه فوتبالیست بازنشسته تیم ملی گرجستان و آث میلان ،کاخا کالادزه می باشد.